# Swamp Thing

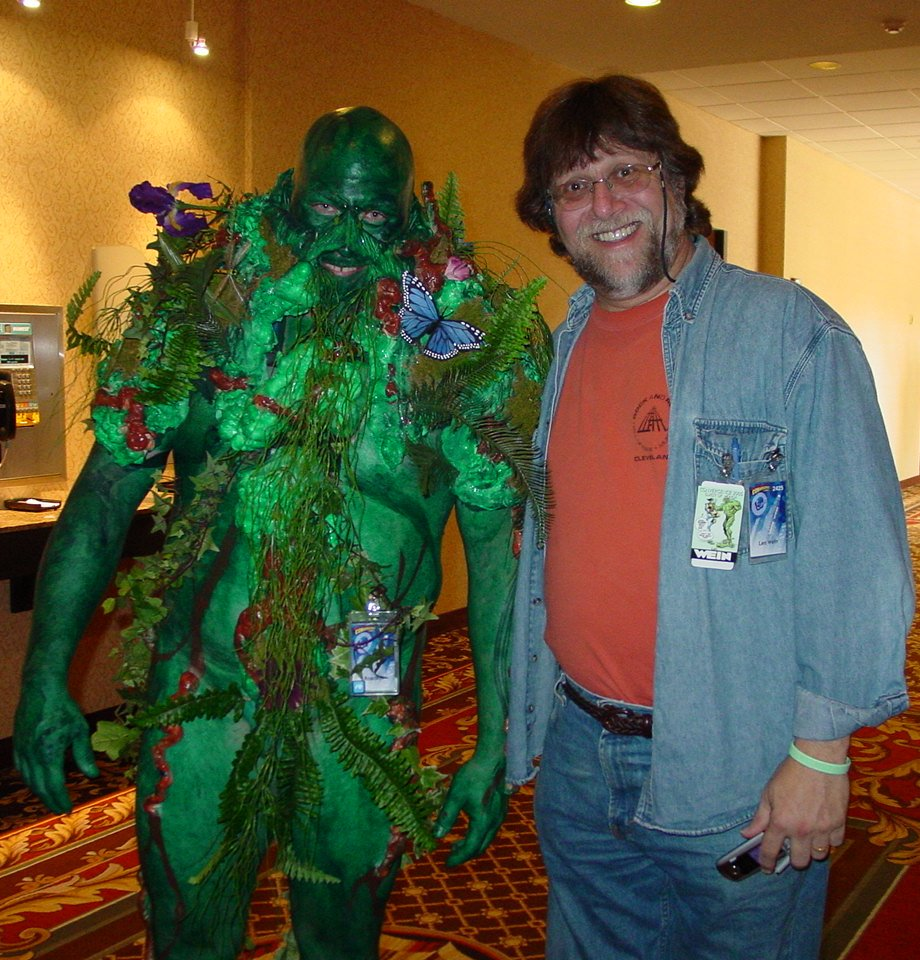
Muž v kostýmu inspirovaném Swamp Thing a autor Len Wein (2005).

Swamp Thing (česky také překládán jako Bažináč) je fiktivní postava komiksových příběhů vydávaných nakladatelstvím DC Comics. Je výtvorem tvůrčího dua, které tvořili Len Wein a Berni Wrightson. Poprvé se objevil v komiksovém sešitu House of Secrets #92 v červenci 1971. Swamp Thing je napůl humanoid a napůl entitou na bázi rostliny, jeho úkolem je chránit svou domovskou bažinu, životní prostředí a lidstvo před ničivými silami. Inspirací byly komiksové postavy Man-Thing a Heap.

## Vydání
První série byla vydávána od roku 1972. Autory byli Len Wein a Berni Wrightson, kteří vytvořili třináct čísel. Poté je nahradili David Michelinie, Gerry Conway a Nestor Redondo.
Roku 1982 byla série restartována a začala vycházet pod názvem Saga of the Swamp Thing. Hlavním autorem byl Martin Pasko. Po sporech byl Pasko nahrazen Alanem Moorem, který udělal řadu koncepčních změn. Mooreova Saga of the Swamp Thing byla prvním komiksem, který začal vycházet pouze pro dospělé čtenáře. Moore byl autorem Swamp Thing mezi lety 1984 a 1987. V čísle 65 byl Moore nahrazen Rickem Veitchem. Toho brzy nahradil Doug Wheeler. Roku 1991 přešla série pod Nancy A. Collins, ta napsala čísla Swamp Thing #110-138. Roku 1994 se série pro čtyři čísla chopil Grant Morrison ve spolupráci s tehdy neznámým Markem Millarem. Číslem 171 se sága uzavřela.
Třetí série začala být vydávána v roce 2001 a jejím hlavním autorem byl Brian K. Vaughan.
Čtvrtá série odstartovala v roce 2004. Jejími autory byli Andy Diggle (#1–6), Will Pfeifer (#7–8) a Joshua Dysart (#9–29). Poté se titul Swamp Thing přesunul k vydavatelství Vertigo.
Po událostech z DC story arcu Brightest Day se však Swamp Thing vrátil do DC univerza. Byla vydána trojdílná minisérie Search for the Swamp Thing.
Od roku 2011, v rámci restartu DC vesmíru známém jako New 52 je vydávána již pátá série. Jejím prvním autorem byl Scott Snyder ve spolupráci s řadou kreslířů. V devatenáctém čísle (červen 2013) ho nahradil Charles Soule. Série skončila v květnu 2015.

## Fiktivní biografie postavy
Poprvé se Swamp Thing objevil v roce 1971 v komiksu House of Secrets #92. Komiks se odehrává na počátku 20. století, kdy je vědec Alex Olsen obětí výbuchu vědecké laboratoře, který zinscenoval Olsenův spolupracovník Damian Ridge s cílem získat Olsenovu manželku. Olsen je vlivem chemikálií a působení blízké bažiny přeměněn do stvůry, která později zabije Ridge. Swamp Thing nemohl říci své manželce pravdu a v tichosti odešel do své bažiny.
To byl příběh v House of Secrets. Po jeho úspěchu byli autoři osloveni, aby začali vydávat vlastní sérii. Ta započala v říjnu 1972 v Swamp Thing #1. Autorské duo přeneslo Swamp Thing do sedmdesátých let a přidalo nový charakter, jímž byl dr. Alec Holland. Dr. Holland byl vědcem pracujícím v bažinaté krajině Louisiany. Cílem jeho tajného výzkumu bylo vytvořit bio-regenerační látku, která by dokázala „nechat vyrůst les na poušti“. Holland se však stal obětí bombového útoku, který nastražil tajemný Mr. E. V důsledku vypuknutého požáru vyběhl Holland z laboratoře a skočil do bažiny. V důsledku působení bažiny se z něj stal Swamp Thing. Rozdíl mezi původní Swamp Thhing a druhé (Alec Holland) je ve fyzické podobě, kdy nová je více svalnatá, ale také ve schopnosti plynule hovořit lidským jazykem.
Autor Alan Moore během svého psaní Swamp Thing v osmdesátých letech přepracoval původ postavy. Swamp Thing zde byl elementální entitou vytvořenou po smrti Hollanda, která absorbovala jeho vzpomínky i mentalitu. Ze Swamp Thing se již nikdy nemohl stát znovu člověk. Moore také popsal, že mimo Hollanda se do Swamp Thing vtělili i další lidé, například sestřelený pilot z druhé světové války Albert Höllerer (viz Swamp Thing #47, 1986) a ještě před ním Aaron Hayley (viz Swamp Thing: Roots, 1998). Vtělením byl i Alan Hallman, a to v 50. letech (viz Swamp Thing Vol. 2 #102, 1990). Moore také zavedl praxi, kdy je Swamp Thing spojen se zelení a proto se nemusí vázat na své tělo, jelikož je součástí veškeré flóry.
Po restartu DC vesmíru v roce 2011 se navázalo na pojetí Alana Moorea. Autor Charles Soule vytvořil pojetí, kdy je Swamp Thing avatárem zelené síly, který je vybírán Parlamentem stromů. Tento parlament přitom funguje na bázi frakcí, které proti sobě staví své kandidáty na avatár. Alec Holland se zdá jako hlavní kandidát, ale v roce 2013 se musel utkat s vyzyvatelem, kterým byl Seeder (James Woodrue). Seeder nakonec v boji porazil Swamp Thing a stal se novým avatarem zelené síly (volume 5, #24). Nicméně Swamp Thing s pozůstatky vědomí Hollanda přežil v zeleni. Po návratu zabil Seedera i Parlament stromů a zůstal jedinou osobou spojenou se zelení a zelenou sílou (volume 5, #28).

## Česká vydání
V České republice vydává komiksové knihy Swamp Thing nakladatelství BB/art. První tři díly byly vydány ve spolupráci s nakladatelstvím CREW.
- 2003 - Swamp Thing - Bažináč, (autoři: Alan Moore a Stephen Bissette: Saga of the Swamp Thing #20–28).
- 2009 - Swamp Thing - Bažináč 2: Láska a smrt, (autoři: Alan Moore a Stephen Bissette: Saga of the Swamp Thing #29–34 + Annual #2).
- 2011 - Swamp Thing - Bažináč 3: Proklet, (autoři: Alan Moore a Stephen Bissette: Saga of the Swamp Thing #35–42).
- 2012 - Swamp Thing - Bažináč 4: Hejno vran, (autoři: Alan Moore, Stephen Bissette a Stan Woch: Saga of the Swamp Thing #43–50).
- 2013 - Swamp Thing - Bažináč 5: V prach se obrátíš, (autoři: Alan Moore, Rick Veitch a Alfredo Alcala: Saga of the Swamp Thing #51–56).
- 2013 - Swamp Thing - Bažináč 6: Shledání, (autoři: Alan Moore, Rick Veitch a Alfredo Alcala: Saga of the Swamp Thing #57–61, 63–64).

## Filmy a televize

### Film
- 1982 Msta příchozího z močálu – režie Wes Craven, v hlavní roli Dick Durock
- 1989 Návrat muže z bažin – režie Jim Wynorski, v hlavní roli Dick Durock

### Televize
- 1990–1993 Swamp Thing – seriál, 72 dílů, v hlavní roli Dick Durock
- 2019 Bažináč – seriál, 10 dílů, v hlavní roli Andy Bean a Derek Mears